# Hella Keem

Region Setomaa zaznaczony na mapie Estonii - Hella Keem badała dialekty z tego terenu

Hella Keem (także: Ella Keem; ur. 6 kwietnia 1915 r. w Keema, parafia Vaabina - zm. 27 grudnia 1997 r. w Tartu) –  estońska językoznawczyni i etnografka.

## Życiorys
W latach 1936-1943 studiowała język estoński, etnografię i języki ugrofińskie na Uniwersytecie w Tartu. W następstwie niemieckiej okupacji Estonii, podczas II wojny światowej, Keem została aresztowana w 1943 roku i spędziła rok w więzieniu. Następnie aresztowano ją w 1945 roku w okresie radzieckiej okupacji Estonii: spędziła pięć lat w więzieniu; została zwolniona w 1950 roku. W latach 1950–57 pracował jako tkaczka w Fundacji Sztuki Tartu. Od 1957 do 1993 roku pracowała jako asystentka laboratoryjna w Instytucie Języka i Literatury Estońskiej Akademii Nauk SRR.
Jej głównymi dziedzinami badań były dialekty tartuskie i język võro z regionu Setomaa. Była najbardziej płodną kolekcjonerką dialektów w Estonii: w sumie utworzyła 229 615 etykiet słów, ponad 4000 stron tekstów i nagrała 690 godzin nagrań dźwiękowych.

## Nagrody
1990 Państwowa Nagroda F.J. Wiedemanna
1997 Nagroda Bernarda Kangro

## Publikacje[1]
- Tartu murde tekstid. Eesti murded III (1970)
- Tartumaa saja-aastaste jutud (1995)
- Võru keel (1997)
- Johannes Gutslaffi grammatika eesti keel ja Urvaste murrak (1998, w książce: J. Gutslaff. Grammatilisi vaatlusi eesti keelest)
- Võru murde tekstid. Eesti murded VI (2002, z I. Käsi)